# Мері Ґабріель (авторка)
Мері Ґабріель (англ. Mary Gabriel) — авторка книжки «Кохання та капітал: Карл та Дженні Маркс і народження революції» про Карла Маркса та його дружину Дженні фон Вестфален. Вона була фіналісткою Пулітцерівської премії, Національної книжкової премії та премії Національного кола книжкових критиків. За даними WorldCat, книжка зберігається у 985 бібліотеках. Вона також написала книжку «Скандальна Вікторія: життя Вікторії Вудгалл без цензури» — про суфражистку Вікторію Вудгалл — та «Мистецтво набувати: портрет Етти та Кларібель Коун» — про колекціонерок та мандрівниць сестер Коун. Її четверта книжка, «Жінки Дев’ятої вулиці: Лі Краснер, Елейн де Кунінг, Ґрейс Гартіґан, Джоан Мітчелл та Гелен Франкенталер — п’ять художниць і рух, що змінив сучасне мистецтво» вийшла у вересні 2018 року. Мері Ґабріель здобула освіту в Сполучених Штатах і Франції, майже два десятиліття працювала редакторкою Reuters у Вашингтоні та Лондоні. Ґабріель була лауреаткою премії Нью-Йоркського університету/Фонду Аксинн 2022 року.

## Книги
- Notorious Victoria: The Uncensored Life of Victoria Woodhull - Visionary, Suffragist, and First Woman to Run for President /Скандальна Вікторія: відверта історія життя Вікторії Вудгалл — візіонерки, суфражистки та першої жінки, яка балотувалась на посаду президента. Algonquin Books, 1998.
- The Art of Acquiring: A Portrait of Etta & Claribel Cone /Мистецтво здобуття: Портрет Етти та Кларібел Коун. Bancroft Press, 2002.
- Love and Capital: Karl and Jenny Marx and the Birth of a Revolution /Кохання і капітал: Карл і Дженні Маркс і народження революції. Hachette, 2011.
- Ninth Street Women: Lee Krasner, Elaine de Kooning, Grace Hartigan, Joan Mitchell, and Helen Frankenthaler: Five Painters and the Movement That Changed Modern Art /Жінки Дев’ятої вулиці: Лі Краснер, Елейн де Кунінг, Ґрейс Гартіґан, Джоан Мітчелл та Гелен Франкенталер — п’ять художниць і рух, що змінив сучасне мистецтво. Little, Brown & Company, 2018.
- Madonna: A Rebel Life /Мадонна: бунтарське життя. Little, Brown & Company, 2023.